# Клёст-сосновик
Клёст-сосновик (лат. Loxia pytyopsittacus) — певчая птица семейства вьюрковых (Fringillidae).

## Описание
Довольно крупный вид клестов: длина его тела составляет от 16 до 18 см. Окраска оперения идентична окраске оперения клеста-еловика.
Отличительный признак клеста-сосновика — это массивный клюв. Подклювье такое же толстое, как и надклювье. Высота клюва и его длина примерно одинаковы, а вершина клюва тупая. Клюв специализируется на сосновых шишках.
Пение похоже на пение клеста-еловика, но в целом немного ниже и грубее. Кроме самцов поют и самки, но тише и менее разнообразно. Призыв звучит как «тюп-тюп-тюп».

## Распространение
Клёст-сосновик живёт в хвойных лесах с преобладанием сосен и питается семенами сосны и других хвойных. Клёст-сосновик гнездится в Скандинавии и на северо-востоке Европы. Встречается реже, чем клёст-еловик.

## Питание
Клёст-сосновик питается семенами и почками хвойных деревьев (преимущественно сосны). Большое значение в пище клестов имеют также насекомые (мошки, мухи) и их личинки.

## Размножение

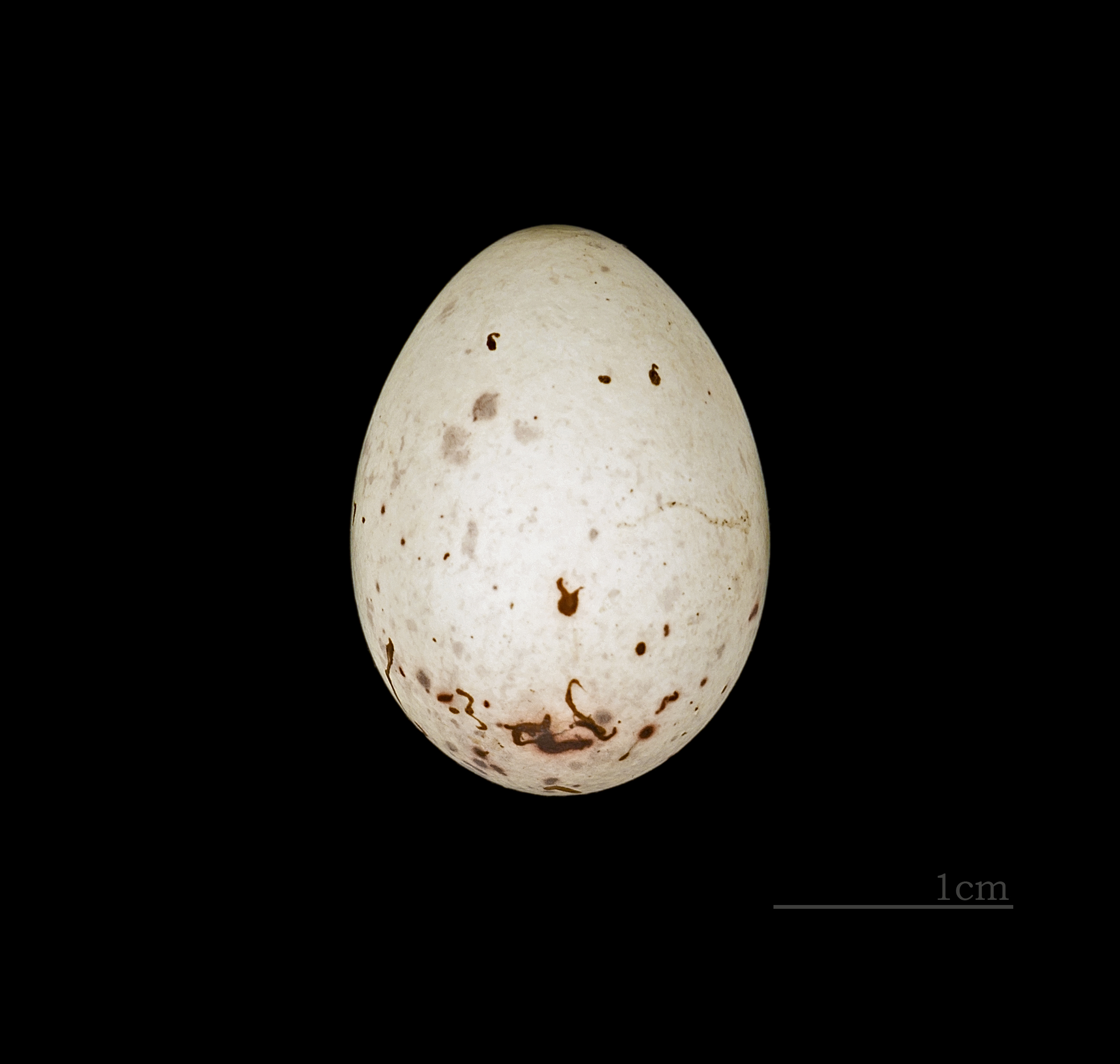
Loxia pytyopsittacus

Период гнездования длится с января по май. Гнёзда строят на высоких соснах. В кладке 3—5 голубоватых с тёмными крапинами яиц.